# Trachischium tenuiceps
Espèce
Synonymes
- Calamaria tenuiceps Blyth, 1854

Trachischium tenuiceps est une espèce de serpents de la famille des Natricidae.

## Répartition
Cette espèce se rencontre au Bangladesh, au Népal, au Tibet en Chine et en Inde, au Bengale-Occidental, au Sikkim et en Arunachal Pradesh.

## Publication originale
- Blyth, 1855 "1854" : Notices and descriptions of various reptiles, new or little known. Journal of the Asiatic Society of Bengal, vol. 23, p. 287-302 (texte intégral).